# Kaaawa
Kaaawa és una concentració de població designada pel cens dels Estats Units a l'estat de Hawaii. Segons el cens del 2000 tenia 1.324 habitants.

## Demografia
Segons el cens del 2000, Kaaawa tenia 1.324 habitants, 469 habitatges, i 323 famílies La densitat de població era de 868,96 habitants per km².
Dels 469 habitatges en un 31,1% hi vivien nens de menys de 18 anys, en un 52,5% hi vivien parelles casades, en un 10,4% dones solteres, i en un 31,1% no eren unitats familiars. En el 24,3% dels habitatges hi vivien persones soles el 6,2% de les quals corresponia a persones de 65 anys o més que vivien soles. El nombre mitjà de persones vivint en cada habitatge era de 2,82 i el nombre mitjà de persones que vivien en cada família era de 3,36.
Per edats la població es repartia de la següent manera: un 26,4% tenia menys de 18 anys, un 7,7% entre 18 i 24, un 28,8% entre 25 i 44, un 26,1% de 45 a 64 i un 11,0% 65 anys o més.
L'edat mediana era de 37,9 anys. Per cada 100 dones hi havia 97,02 homes. Per cada 100 dones de 18 o més anys hi havia 97,57 homes.
La renda mediana per habitatge era de 54.500 $ i la renda mediana per família de 60.156 $. Els homes tenien una renda mediana de 42.500 $ mentre que les dones 28.906 $. La renda per capita de la població era de 21.881 $. Aproximadament el 9,0% de les famílies i l'11,8% de la població estaven per davall del llindar de pobresa.

## Poblacions més properes
El següent diagrama mostra les poblacions més properes.